# بلدة سوان كريك (ميشيغان)
سوان كريك (بالإنجليزية: Swan Creek Township, Michigan)‏ هي بلدة تقع بولاية ميشيغان في الولايات المتحدة. تبلغ مساحتها 61.2 (كم²)، وترتفع عن سطح البحر 179 م، بلغ عدد سكانها 2536 نسمة في عام تعداد الولايات المتحدة 2000 حسب إحصاء مكتب تعداد الولايات المتحدة وتصل الكثافة السكانية فيها 42.3 نسمة/كم2.

## وصلات خارجية
- The US50 - Cities and Towns in Michigan State
- Michigan Cities and Towns, Facts, Map, Flag, Colleges, Government, and More